# Plattycantha venatrix
Plattycantha venatrix – gatunek ważki z rodziny żagnicowatych (Aeshnidae).